# Mariano Donda
Mariano Martín Donda (* 24. März 1982 in Buenos Aires) ist ein ehemaliger argentinischer Fußballspieler.

## Karriere
Mariano Donda begann seine Karriere im Jahr 2004 in seiner Heimat bei CA Nueva Chicago in der Nacional B, der zweithöchsten Spielklasse im argentinischen Fußball. Nachdem er in seiner Debütsaison nur auf wenige Einsätze gekommen war, konnte er sich bereits im zweiten Jahr einen Stammplatz im Mittelfeld erkämpfen. Die Spielzeit 2006/07 bestritt er mit dem Verein in der Primera División, der höchsten argentinischen Liga. Zum Saisonende folgte wieder der Abstieg in die Nacional B, nachdem die Mannschaft in den Playout-Partien gegen CA Tigre unterlag. Im Sommer 2007 verließ er Argentinien und transferierte nach Italien zum AS Bari. Nachdem er in den ersten zwei Saisons bei den Galletti viele Partien absolvierte und in der Spielzeit 2008/09 mit der Mannschaft in die Serie A aufsteigen konnte, gehörte er in der Saison 2009/10 nicht mehr zum Stammkader des Teams. Im Juli 2010 löste seinen Vertrag beim AS Bari im gegenseitigen Einvernehmen auf. Anschließend unterschrieb er einen Kontrakt beim argentinischen Erstligisten CD Godoy Cruz. Dort spielte er ein Jahr, bevor er Mitte 2011 zu al-Wasl in die Vereinigten Arabischen Emirate ging.